# Karl von Abel
Karl von Abel (ursprungligen Carl August Abel), född den 17 september 1788 i Wetzlar, död den 3 september 1859 i München, var en bayersk statsman. 
Mellan åren 1833-1834 var han medlem av det grekiska regentskapet under kung Ottos första tid. Kung Otto, som var son till den bayerske kungen Ludvig I, tog med sig flera tyska rådgivare till sitt hov i Grekland. 
von Abel, som i början av sin politiska bana hade visat sig frisinnad, blev bayersk inrikesminister år 1837. Han framkallade snart en häftig opposition inom och utom riksdagen genom sina starkt utpräglade ultramontana och absolutistiska tänkesätt. 
von Abel avskedades jämte de övriga ministrarna år 1847 för att han vägrade att kontrasignera förläningen av infödingsrätt åt Lola Montez, kung Ludvigs älskarinna. Han var sedan sändebud i Turin till 1850.